# Middle Dural
Middle Dural är en del av en befolkad plats i Australien. Den ligger i kommunen The Hills Shire och delstaten New South Wales, i den sydöstra delen av landet, omkring 30 kilometer nordväst om delstatshuvudstaden Sydney. Antalet invånare är 931.
Runt Middle Dural är det tätbefolkat, med 331 invånare per kvadratkilometer.. Närmaste större samhälle är Blacktown, omkring 16 kilometer sydväst om Middle Dural. 
I omgivningarna runt Middle Dural växer huvudsakligen savannskog. Genomsnittlig årsnederbörd är 1 380 millimeter. Den regnigaste månaden är februari, med i genomsnitt 200 mm nederbörd, och den torraste är juli, med 36 mm nederbörd.